# Edward Atkinson Hornel

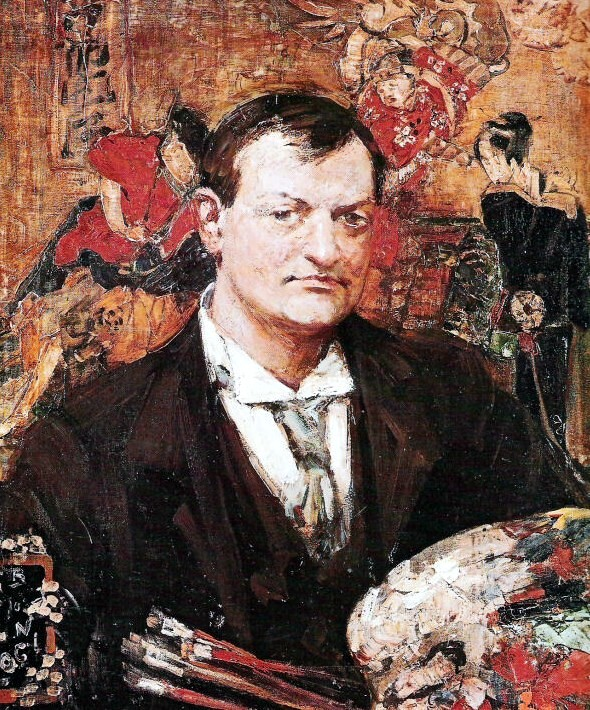
Bessie MacNicol: E.A. Hornel (1896)

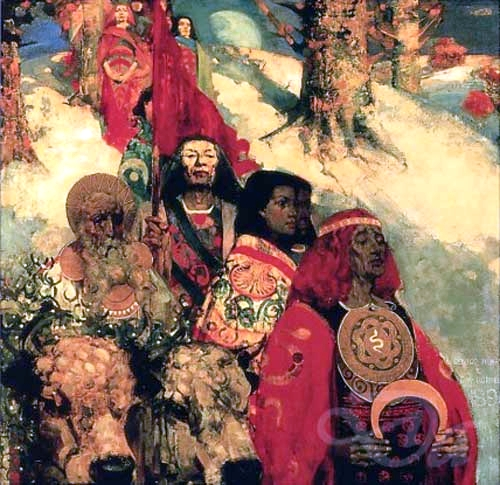
E. A. Hornel: Druids bringing in the Mistletoe

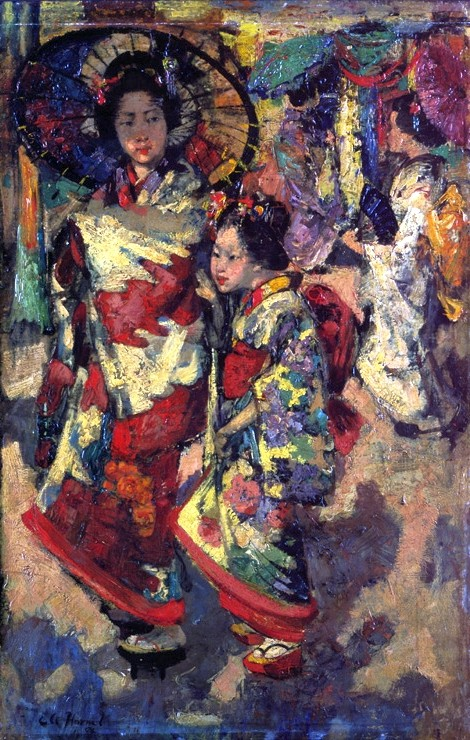
E. A. Hornel: Two Geisha Girls (1894)

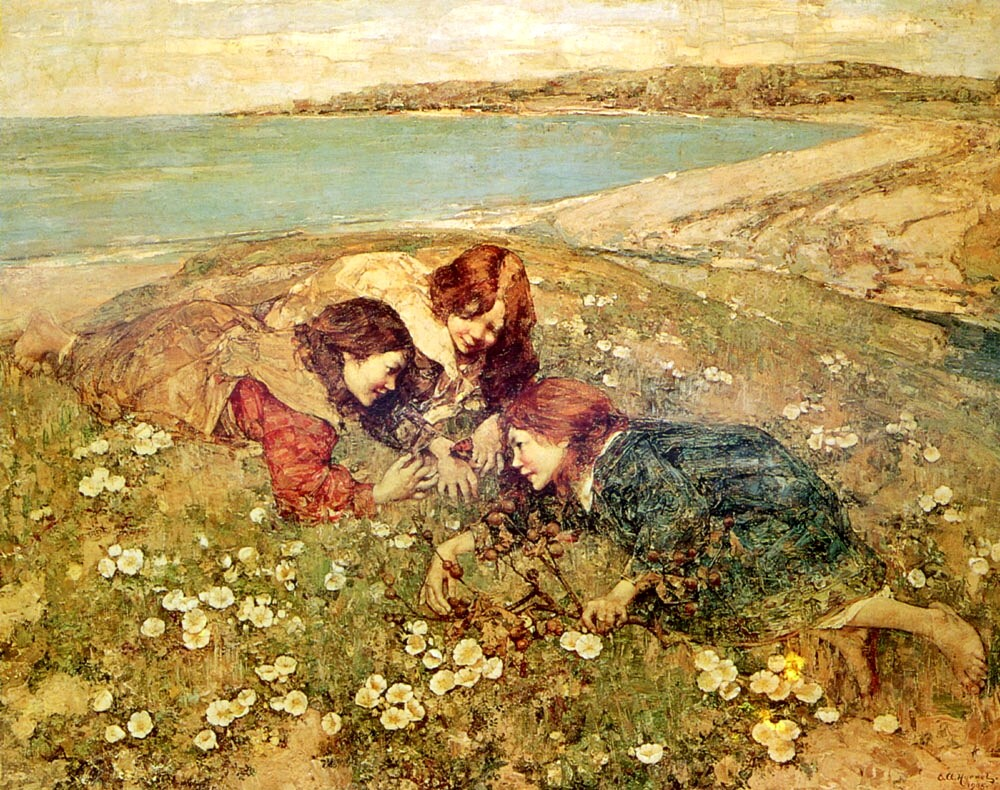
E. A. Hornel: The Captive Butterfly (1905)

Edward Atkinson Hornel (* 11. Juli 1864 in Bacchus Marsh, Victoria, Australien; † 30. Juni 1933 in Kirkcudbright, Dumfries and Galloway, Schottland) war ein schottischer Maler des Spätimpressionismus und wichtiger Vertreter der Glasgow Boys, einer Künstlergruppe aus dem 19. und frühen 20. Jahrhundert.

## Leben und Werk
Edward Atkinson Hornel wurde in Australien geboren, wohin seine schottischen Eltern ausgewandert waren. Nach seiner Geburt kehrten sie wieder in ihre Heimat nach Kirkcudbright in Schottland zurück, wo Hornel Kindheit und Jugend verbrachte. Hornel studierte drei Jahre lang an der Trustees’ Academy, einer Kunstschule in Edinburgh und zwei Jahre gemeinsam mit William Stewart MacGeorge bei Charles Verlat in Antwerpen. 
1885 kehrte er nach Schottland zurück und lernte George Henry kennen. Beide schlossen sich den Glasgow Boys an, einer Künstlergruppe, die in den 1870er Jahren an der Glasgow School of Art entstanden war und von 1890 bis etwa 1910 einen großen Einfluss auf die Kunstszene hatte. Zu wichtigen Mitgliedern zählten William York MacGregor, Joseph Crawhall, James Guthrie, Edward Arthur Walton und James Paterson. Näher befreundet war Hornel mit Thomas Corsan Morton.
Hornel und Henry teilten sich ein Studio und arbeiteten gemeinsam an folkloristischen Gemälden wie Druids Bringing in the Mistel, einer polychromen Priesterprozession mit Gold. Hornel beschäftigte sich auch mit Textur-Effekten, erzeugt durch Aufrauen, Färben und Glätten. 1892 kaufte die Walker Art Gallery aus Liverpool das Gemälde Summer. Es war das erste Bild der Glagow Boys, das in eine öffentliche Kollektion gelangte.
Von 1893 bis 1894 verbrachten Hornel und Henry anderthalb Jahre in Japan, wo Hornel viel über dekoratives Design lernte. Von dieser Reise war er sehr beeindruckt und schuf eine Reihe von japanisch inspirierten Bildern im Glasgow Style. Elizabeth MacNicol, eine bedeutende Vertreterin der Glasgow Girls, porträtierte ihn 1896 vor einem seiner japanischen Gemälde sitzend.
Ende des 19. Jahrhunderts verfeinerte Hornel seinen Umgang mit Farben und verlieh seinen Bildern mehr Atmosphäre. Im Stil wurden seine Werke naturalistischer und poetischer. Großen kommerziellen Erfolg hatte Hornel mit seinen mosaikartigen Darstellungen von Kindern in der Landschaft von Galloway, für die er heute noch bekannt ist. The Captive Butterfly, ein typisches Gemälde dieser Schaffensperiode, befindet sich ebenfalls im Besitz der Walker Art Gallery aus Liverpool. Hornels frühen kraftvollen Werke im Glasgow Style hingegen sind nahezu vergessen.
1901 sollte Hornel in die Royal Scottish Academy aufgenommen werde, er lehnte die Wahl aber ab. Im selben Jahr konnte er aufgrund seines gestiegenen Einkommens Broughton House erwerben, ein großes Stadthaus mit Garten in Kirkcudbright, das er zusammen mit seiner Schwester Elizabeth bis zu seinem Lebensende bewohnte. John Keppie, ein moderner Architekt aus der Glasgow School, entwarf ein Studio für Hornels Wohnhaus. Der Garten wurde im japanischen Stil gestaltet. Haus und Garten werden heute vom National Trust for Scotland verwaltet.
1907 reiste er nach Ceylon und Australien. 1919 begann er Bücher aller Art über die Gegend von Dumfries and Galloway zu sammeln. Seine Bibliothek, die heute noch in Broughton House erhalten ist, umfasst 15.000 Bände. 1922 reiste er nach Burma und Japan. Hornel starb 1933 im Alter von 68 Jahren.